# 大阪府後期高齢者医療広域連合
大阪府後期高齢者医療広域連合（おおさかふこうきこうれいしゃいりょうこういきれんごう）は、高齢者の医療の確保に関する法律第48条の規定に基づいて大阪府の後期高齢者医療制度を取り扱う自治体や大阪府によって運営されている後期高齢者医療広域連合である。

## 沿革
- 2007年1月17日 - 高齢者の医療の確保に関する法律第48条に基づき大阪府知事により大阪府後期高齢者医療広域連合設立許可
- 2008年4月1日 - 後期高齢者医療制度開始

## 構成自治体
- 大阪市
- 堺市
- 岸和田市
- 豊中市
- 池田市
- 吹田市
- 泉大津市
- 高槻市
- 貝塚市
- 守口市
- 枚方市
- 茨木市
- 八尾市
- 泉佐野市
- 富田林市
- 寝屋川市
- 河内長野市
- 松原市
- 大東市
- 和泉市
- 箕面市
- 柏原市
- 羽曳野市
- 門真市
- 摂津市
- 高石市
- 藤井寺市
- 東大阪市
- 泉南市
- 四條畷市
- 交野市
- 大阪狭山市
- 阪南市
- 島本町
- 豊能町
- 能勢町
- 忠岡町
- 熊取町
- 田尻町
- 岬町
- 太子町
- 河南町
- 千早赤阪村